# Anissa Khelfaoui
Anissa Khelfaoui (en arabe : أنيسة خلفاوي), née le 29 août 1991 à Kiev, Ukraine, est une escrimeuse algérienne maniant le fleuret.

## Carrière
Khelfaoui est née à Kiev, en Ukraine, d'un père algérien docteur en Biochimie et d'une mère ukrainienne, entraîneuse d'escrime. Elle est la sœur de Louiza Khelfaoui. En dehors de l'Ukraine, elle a également vécu à Moscou, où elle a étudié la biochimie, à Alger puis à Montréal où elle réside aujourd'hui.
Elle s'est qualifiée pour trois éditions des Jeux olympiques, en 2008, 2012 et 2016, mais dût renoncer aux Jeux de Pékin, la fédération algérienne ayant été exclue par la Fédération internationale. Durant les Jeux de Londres, elle est éliminée au premier tour par l'Ukrainienne Olha Leleyko (15-4). Elle sera tête de série no 18 aux Jeux de Rio de Janeiro et affronter la Canadienne Eleanor Harvey.
Khelfaoui figure régulièrement sur les podiums des championnats d'Afrique, où elle a remporté cinq médailles. Son meilleur résultat est une deuxième place aux championnats d'Afrique 2016, battue par Inès Boubakri en finale.

## Palmarès
- Championnats d'Afrique d'escrime (individuel)
  -  Médaille d'argent au fleuret aux championnats d'Afrique d'escrime 2016 à Alger
  -  Médaille de bronze au fleuret aux championnats d'Afrique d'escrime 2015 au Caire
  -  Médaille de bronze au fleuret aux championnats d'Afrique d'escrime 2014 au Caire
  -  Médaille de bronze au fleuret aux championnats d'Afrique d'escrime 2013 au Cap
  -  Médaille de bronze au fleuret aux championnats d'Afrique d'escrime 2011 au Caire
- Championnats d'Afrique d'escrime (équipe)
  -  Médaille d'argent au fleuret aux championnats d'Afrique d'escrime 2017 au Caire
  -  Médaille d'argent au fleuret aux championnats d'Afrique d'escrime 2016 à Alger
  -  Médaille d'argent au fleuret aux championnats d'Afrique d'escrime 2015 au Caire
  -  Médaille d'argent au fleuret aux championnats d'Afrique d'escrime 2014 au Caire
  -  Médaille de bronze à l'épée aux championnats d'Afrique d'escrime 2008 à Casablanca
  -  Médaille de bronze au fleuret aux championnats d'Afrique d'escrime 2019 à Bamako
  -  Médaille de bronze au fleuret aux championnats d'Afrique d'escrime 2012 à Casablanca
  -  Médaille de bronze au fleuret aux championnats d'Afrique d'escrime 2011 au Caire
  -  Médaille de bronze au fleuret aux championnats d'Afrique d'escrime 2008 à Casablanca
- Jeux africains (individuel)
  -  Médaille de bronze au fleuret aux Jeux africains de 2015 à Brazzaville
- Jeux africains (équipe)
  -  Médaille d'argent au fleuret aux Jeux africains de 2015 à Brazzaville

## Classement en fin de saison
| Année | 2008 | 2009 | 2010 | 2011 | 2012 | 2013 | 2014 | 2015 |
| ----- | ---- | ---- | ---- | ---- | ---- | ---- | ---- | ---- |
| Rang  | 60   | 351  | 48   | 51   | 46   | 48   | 40   | 38   |